# ロゴ・トゥム・ヘレ
ロゴ・トゥム・ヘレ（Rogo-Tumu-Here）はトゥアモトゥ諸島周辺の神話に登場する悪魔の蛸。
タンガロアとファウメアの息子であるトゥリア・ファウメアの妻であるヒナ・アラウ・リキを攻撃して飲み込み、トゥ・ヌイ・カ・レレとともに殺害された。